# TV 2 Radio
TV 2 Radio var en kommerciel radiostation, som blev drevet af TV 2. 
Kanalen blev etableret på baggrund af, at TV 2 den 23. august 2006 vandt sendetilladelsen til den 5. landsdækkende radiokanal på en auktion. For at drive radioen i en periode på otte år forpligtede TV 2 at betale 23 mio. kr. årligt.
Kanalen gik i luften 1. februar 2007 kl. 00.00 med en nyhedsudsendelse efterfulgt af Robbie Williams-sangen Let Me Entertain You. Venstres tidligere politiske ordfører, Jens Rohde, var indtil 14. november 2007 ansat som adm. direktør på den nye radiostation.
Stationen havde i 1. kvartal 2008 dagligt 240.000 lyttere. Ved den første Gallup-måling havde TV 2 Radio en share (markedsandel af al radiolytning i Danmark) på 3,5%, og tendensen var den samme i de efterfølgende målinger. Således formåede TV 2 Radio ikke i nogen af sine første seks levemåneder at opnå en share over 4%. Til sammenligning har P3 ca. 20% (mere 4 gange så mange), og Danmarks anden store kommercielle radiokanal, Radio 100FM, har sammen med sin søsterkanal Radio Soft, en share på i alt omtrent 8%.
28. april 2008 blev det offentliggjort, at TV 2 grundet radioens beskedne lyttertal og virksomhedens trængte økonomi havde solgt TV 2 Radio til SBS Broadcasting, der allerede 1. maj 2008 overtog driften af stationen. Samtidig blev de 56 medarbejdere der er tilknyttet radioen afskediget. TV 2 vil dog levere nyheds- og sportsprogrammer til stationen, der også fremover er forpligtet til at bringe 1.000 timers nyheder og magasinprogrammer om året. TV 2 vil også fortsat eje 30% af radiostationen, ligesom det er TV 2, der vil afholde udgiften koncessionsafgiften til staten på 23 mio. kr. årligt de næste 6 år. 3. september 2008 blev det offentliggjort, at TV 2 Radios efterfølger skulle hedde Nova FM og den gik i luften 8. september 2008. 
15. september 2014 meddelte TV 2, at koncernen havde solgt sin aktiepost på 20 procent i Radio Nova A/S til SBS Discovery Media Holding ApS. I samme forbindelse ophørte aftalen om TV 2's leverance af nyheder til radiokanalen.

## Programmer på TV 2 Radio
TV 2 Radio havde følgende programflade:
| Klokken     | Hverdage                 | Værter                                                  |
| ----------- | ------------------------ | ------------------------------------------------------- |
| 5.50-9.15   | Alletiders Morgen        | Ulrik Aarhus og Gertrud Thisted Højlund                 |
| 9.15-12     | Kontoret                 | Lars Daneskov                                           |
| 12-14       | Frk.Ø.                   | Lisbeth Østergaard                                      |
| 14-17       | Wichmann & Bonuseffekten | Ricco Wichmann, Anders Bonde og Katrine Hertz Mortensen |
| 17-18.30    | Nyhedsministeriet        | Thomas Qvortrup                                         |
| 18.30-20.30 | Madvig                   | Thomas Madvig                                           |
| 20.30-22    | DJ                       | Lars Hall / skiftende værter                            |
| 22-23       | 24 Timer på NEWS         |                                                         |
| 23-5.50     | Non-Stop Musik           |                                                         |

### Nyheder
TV 2 Radio havde sin egen nyhedsredaktion der sendte nyheder hver time hele dagen. I morgen og eftermiddagstimerne var der nyheder hver halve time. Nyhedsredaktionen var selvstændig, men arbejdede tæt sammen med TV 2s øvrige nyhedsredaktioner. Om natten sendte TV 2 News nyhedsopdateringer hver time.
TV2 News leverede fortsat nyheder til NOVA FM indtil slutningen af 2014. 
I efteråret 2007 vandt Nyhedsministeriet Radioprisen for bedste nyhedsmagasin.

### Alletiders Morgen
Fra 7.januar 2008 hed værtsparret på TV 2 Radios morgenprogram Ulrik Aarhus og Gertrud Thisted Højlund. De var således det fjerde værtshold på morgenprogrammet på mindre end et år.
TV 2 Radio havde de to første måneder af 2007 Camilla Miehe-Renard og Mathias Buch som værter på morgenprogrammet Morgensamling. Miehe-Renard var dog tilsyneladende ikke så populær blandt lytterne, og da Mathias Buch i april 2007 gik på orlov, skiftede hun til at blive vært på weekend-programmet Mit livs soundtrack, og fra 10. april blev Lisbeth Østergaard og Timm Vladimir værter i stedet.
Den 30. juli 2007 gik morgenprogrammet Alletiders Morgen i luften med værterne Lars Hjortshøj, Gitte Madsen og Søren Rosenørn. Medio oktober samme år bekendtgjorde Lars Hjortshøj, at han ville forlade programmet med årets udgang for at rejse til udlandet med sin familie på ubestemt tid. Hjortshøj, Madsen og Rosenørn sendte for sidste gang som morgenværtstrio 21. december 2007.

## Værter på TV 2 Radio
Der har været en del udskiftning i værterne på radiostationen. Et af hovednavnene ved lanceringen Casper Christensen stoppede således i maj 2007, Timm Vladimir var i foråret/sommeren medvært på morgenprogrammet, Jan Gintberg var i omtrent tre måneder eftermiddagsvært, mens et andet annonceret hovednavn Andrea Elisabeth Rudolph aldrig nåede at starte, og ægteparret Tina Bilsbo og Lars Hjortshøj forlod kanalen med udgangen af 2007, angiveligt for at rejse med familien. TV 2 Radio havde i foråret 2007 især peget på Hjortshøj og Rudolph som betydningsfulde forstærkninger af værtsbesætningen. Hjortshøj nåede imidlertid kun at arbejde som vært for TV 2 Radio i under fem måneder.
- Anders Bonde
- Camilla Miehe-Renard
- Ellen Nybo
- Gertrud Thisted Højlund
- Lars Daneskov
- Lars Hall
- Lisbeth Østergaard
- Mathias Buch Jensen
- Mikala Dirckinck-Holmfeld
- Morten Mauritson
- Ricco Wichmann
- Steen Langeberg
- Søren Rosenørn
- Thomas Madvig
- Tina Bilsbo
- Ulrik Aarhus

## Ekstern henvisning
- TV 2 Radios hjemmeside Arkiveret 2. februar 2007 hos  Wayback Machine